# Kazimierz Biesiekierski
 Kazimierz Biesiekierski  (ur. 28 grudnia 1897 w Warszawie, zm. 12 stycznia 1950 został pochowany na cmentarzu w Montmorency Francja) – major saperów inżynier Wojska Polskiego II Rzeczypospolitej.

## Życiorys
Kazimierz Biesiekierski w czerwcu 1915 roku wstąpił do 1 pułku telegraficzno-reflektorowego w Moskwie. W sierpniu 1916 roku został skierowany na kurs w Aleksiejewskiej Szkole Inżynieryjnej w Kijowie, którą ukończył w czerwcu 1917. W sierpniu 1917 obejmuje obowiązki w samodzielnej kompanii inżynieryjnej, walczącej na Froncie Południowo-Zachodnim. W 1917 wstąpił do III Korpusu Polskiego. W maju 1918 roku został zdemobilizowany i powrócił do Warszawy, gdzie rozpoczął studia na Politechnice Warszawskiej. Do Wojska Polskiego przyjęty został 28 listopada 1918, w grudniu przydzielony został do Dowództwa Twierdzy Zegrze. W styczniu 1919 roku objął stanowisko szefa Zarządu Budownictwa. W marcu 1919 roku wziął udział w walkach na froncie, a w kwietniu 1919 roku został skierowany do Dęblina. W czerwcu 1919 roku został przeniesiony do Szkoły Podchorążych Saperów w Warszawie, zaś w październiku 1919 roku rozpoczął studia w École Militaire du Génie w Wersalu. W sierpniu 1920 roku został dyrektorem nauk Kościuszkowskiego Obozu Szkolnego Saperów w Warszawie. Brał udział w III powstaniu śląskim. W sierpniu 1922 roku objął stanowisko starszego referenta w Oddziale III Sztabu Generalnego, zaś w grudniu 1922 roku został p.o. kierownika referatu w Departamencie V Inżynierii i Saperów Ministerstwa Spraw Wojskowych. W 1922 ożenił się z Jadwigą Biernacką. W październiku 1923 roku został asystentem w Oficerskiej Szkole Inżynierii. 31 października 1927 roku otrzymał przeniesienie do 7 pułku Saperów Wielkopolskich w Poznaniu. W okresie od 1928 do 1929 roku ukończył studia na Politechnice Warszawskiej i uzyskał dyplom inżyniera dróg i mostów. We wrześniu 1929 roku został przeniesiony do 2 batalionu mostów kolejowych. W styczniu 1932 roku przeniesiony został do Kierownictwa Fortyfikacji Sztabu Głównego na stanowisko referenta. Następnie został kierownikiem Referatu Studiów w Wydziale Fortyfikacyjnym Departamentu Budownictwa Ministerstwa Spraw Wojskowych. W grudniu 1935 roku otrzymał stanowisko w Inspektoracie Saperów Sztabu Głównego, a w 1936 roku przeniesiono go do Rezerwy Personalnej Oficerów Saperów. W sierpniu 1936 roku objął stanowisko kierownika budowy w Kierownictwie Robót Nr 23 w Katowicach, gdzie do 1939 roku projektował i budował fortyfikacje śląskie. Z dniem 31 lipca 1939 przeniesiony w stan spoczynku.
Był encyklopedystą. Został wymieniony w gronie edytorów ośmiotomowej Encyklopedii wojskowej wydanej w latach 1931–1939 gdzie zredagował hasła związane z fortyfikacjami.
We wrześniu 1939 roku pełni obowiązki oficera saperów w Armii „Karpaty”, we wrześniu przedostaje się wraz ze Sztabem Armii na Węgry, a następnie do Francji.
Od 1941 w Armii Wolnej Francji, został szefem Służby Fortyfikacyjnej FFL w Syrii. Posiadał stopień kapitana Armii Francuskiej, nosił pseudonim „Pomian”. Po wojnie w grudniu 1945 roku przebywał w Palestynie. Następnie przeniósł się do Francji, a stamtąd – na wyspę Reunion, gdzie w latach 1945–1950 pracował jako inżynier dróg i mostów. Z powodu choroby wrócił do Francji, gdzie zmarł i został pochowany na cmentarzu w Montmorency.

## Awanse
- chorąży – 15 czerwca 1917
- podporucznik – 29 listopada 1919
- porucznik – 29 maja 1922 zweryfikowany ze starszeństwem z dniem 1 czerwca 1919 roku i 3. lokatą w korpusie oficerów inżynierii i saperów[16]
- kapitan – 31 marca 1924 ze starszeństwem z dniem 1 lipca 1923 roku i 3. lokatą w korpusie oficerów inżynierii i saperów[17]
- major – 19 marca 1937 w korpusie oficerów saperów[18]

## Ordery i odznaczenia
- Krzyż Niepodległości (16 marca 1933)[19]
- Krzyż Walecznych (czterokrotnie, po raz pierwszy w 1921)[20][21]
- Krzyż Kawalerski Orderu Odrodzenia Polski (2 maja 1923)[22][23][24]
- Złoty Krzyż Zasługi
- Krzyż na Śląskiej Wstędze Waleczności i Zasługi
- Medal Pamiątkowy za Wojnę 1918–1921
- Medal Dziesięciolecia Odzyskanej Niepodległości
- Medal Zwycięstwa („Médaille Interalliée”)

## Opinie
Wybitny pedagog i energiczny pracownik, zaliczany do grona najzdolniejszych spośród oficerów saperów (wraz z płk. Stanisławem Sławińskim oraz porucznikami: Bohdanem Chojnowskim, Feliksem Siedleckim, Wacławem Siweckim, Marianem Staniszewskim, Jerzym Szuksztą i Władysławem Wyszyńskim) – jako absolwentów wyższych kursów inżynieryjnych we Francji, którzy zajmują stanowiska oficerów sztabowych fortyfikacji. gen. bryg. Mieczysław Dąbkowski